# Jurij Silov
Jurij Vikent'evič Silov (in russo Юрий Викентьевич Силов?; Krāslava, 30 agosto 1950 – 28 settembre 2018) è stato un velocista sovietico.

## Biografia
All'apice della carriera ha vinto la medaglia d'argento nella staffetta 4×100 m a Monaco di Baviera 1972 e quella di bronzo, nella stessa gara, ai Giochi di Montréal 1976.

## Palmarès
| Anno | Manifestazione  | Sede     | Evento  | Risultato | Prestazione | Note |
| ---- | --------------- | -------- | ------- | --------- | ----------- | ---- |
| 1972 | Giochi olimpici | Monaco   | 4×100 m | Argento   | 38"50       |      |
| 1976 | Giochi olimpici | Montréal | 4×100 m | Bronzo    | 38"78       |      |